# Giro d'Italia de 1936

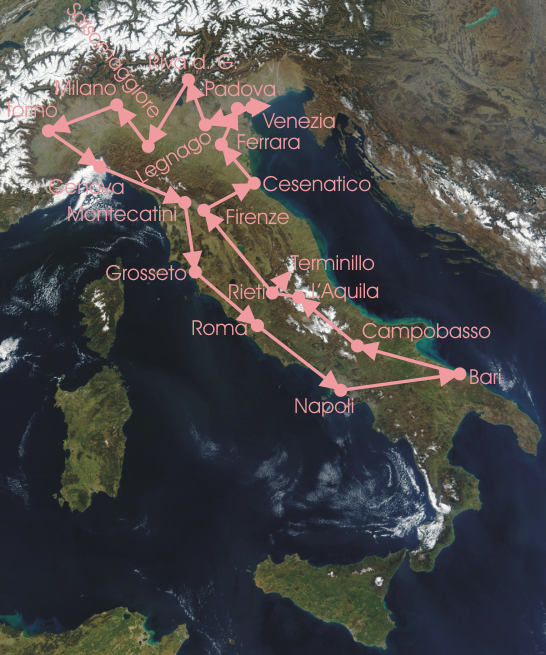
Percurso do 24º Giro d'Italia
1936

Giro d'Italia de 1936 foi a vigésima quarta edição da prova ciclística Giro d'Italia (Corsa Rosa), realizada entre os dias 16 de maio e 7 de junho de 1936.
A competição foi realizada em 19 etapas com um total de 3.766 km.
O vencedor foi o ciclista Gino Bartali. Largaram 89 competidores cruzaram a linha de chegada 45 corredores.